# Ludwig Heydenreich (Theologe)
August Ludwig Christian Heydenreich (* 25. Juli 1773 in Wiesbaden; † 26. September 1858 ebenda) war ein deutscher evangelischer Theologe. Von 1837 bis zu seinem Tod amtierte er als Landesbischof der Evangelischen Landeskirche in Nassau.

## Leben und Werk
Ludwig Heydenreich, der Sohn des Pfarrers Johann Andreas Heydenreich (1736–1801), studierte ab 1789 Evangelische Theologie an der Universität Erlangen und erwarb 1792 den Magistergrad. Seine erste Stelle erhielt er 1794 als Pfarrer und Rektor der Lateinschule Usingen. Weitere Stationen waren Wiesbaden, Klarenthal und wieder Usingen. 1813 wurde er Pfarrer und Inspektor (Superintendent) in Dotzheim. Aufgrund seiner Mitwirkung bei der Idsteiner Synode von 1817, auf der die Union der lutherischen und reformierten Kirche im Herzogtum Nassau beschlossen wurde, erhielt er 1818 einen Ruf als Professor an das Predigerseminar in Herborn. 1825 stieg er zum Direktor auf. Nach dem Tod von Georg Müller wurde er 1838 Landesbischof der Evangelischen Landeskirche in Nassau. Schon 1841 erkrankte er schwer und ließ die meisten Amtsgeschäfte von dem ihm als Kommissarius zugeordneten Ludwig Wilhelm Wilhelmi erledigen, der nach seinem Tod sein Nachfolger wurde.
In seiner Theologie verband Heydenreich Einflüsse der Erweckungsbewegung, des Supranaturalismus und Schleiermachers. Mit seiner mehrbändigen Dogmatik Die eigenthümlichen Lehren des Christenthums, vorzüglich für praktische Geistliche, die von 1833 bis 1839 in vier Bänden erschien, und dem Ordinationsformular der Nassauischen Gottesdienstordnung von 1843 prägte er die nassauische Pfarrerschaft in konservativem Sinn. In dem Gesangbuch für die evangelisch-christlichen Einwohner des Herzogtums Nassau von 1842 ist er mit 57 Liedern vertreten, von denen zwei auch noch im Nachfolgegesangbuch von 1895 enthalten waren.

## Familie
Ludwig Heydenreich war ab 1804 mit der Pfarrerstochter Eva Susanne Lindenborn (1780–1842) verheiratet. Zu seinen Kindern gehörte der Mediziner und Politiker Ludwig Heydenreich. 

## Schriften
- Die eigenthümlichen Lehren des Christenthums, vorzüglich für praktische Geistliche. Verlag von L. E. Lanz, Weilburg.
  - Bd. 1: Grundlegung zu einer reinbiblischen Darstellung der eigenthümlichen Lehren des Christenthums. 1833.
  - Bd. 2: Die auf die eigenthümliche christliche Heilslehre vorbereitenden Grundlagen des Christenthums. 1836.
  - Bd. 3: Die Erlösungs- und Heilslehre als die Haupt- und Centrallehre des Christenthums enthaltend, Teilband 1: Die Erlösungsbedürftigkeit des Menschengeschlechts und des Menschen. Die Erlösung der sündigen Menschheit in ihrer objektiven Vermittlung durch Christum. 1838.
  - Bd. 3: Die Erlösungs- und Heilslehre als die Haupt- und Centrallehre des Christenthums enthaltend, Teilband 2: Den Beschluß der Erlösungs- und Heilslehre enthaltend. 1839.